# الموعد الثاني
الموعد الثاني برنامج وثائقي موسيقي يعرض الحفل التكريمي للشاعر الأمير بدر بن عبد المحسن ، الذي أقيم بالدوحة في دار الأوبرا في الحي الثقافي كتارا  في 20 من أكتوبر عام 2011. ، والذي تغنى فيه أشهر المطربين بأجمل أشعار الأمير بدر .
وقد رافق المطربين العديد من المشاهير وكبار الشخصيات في البلاد و تم منع التصوير فيه.
و بعد مرور سنتين على الحفل تقرر عرضه على تلفزيون قطر كبرنامج من 6 حلقات عَرض فيها ترتيبات الحفل و بروفات الـأوركسترا و إجراءات الإستعداد ؛ أما الحفلة فقد عُرضت على 3 أجزاء.
الجدير بالذكر أن هذا العمل إنتاج مشترك بين تلفزيون قطر و مؤسسة الحي الثقافي كتارا وهو أضخم حفل من نوعه في تاريخ الـموسيقى عربية.

## سبب التسمية
الموعد الثاني هي إحدى أشهر الأغاني في تاريخ الـموسيقى خليجية و العربية على حدٍ سواء , تَغنى بها المطرب الراحل طلال مداح و هي من أشعار البدر . تعتبر هذه الأغنية من أهم المحطات الفنية التي رفعت مكانة كلاهما على الساحة الموسيقية العربية لذلك تقرر تسمية حفل التكريم بهذا الاسم , و قد تم غناء هذه الاغنية بالحفل بصوت آمال ماهر.

## المغنيين المشاركين و الأغاني التي قاموا بأدائها
- أصالة ما تغير شيء , صعب السؤال
- نوال الكويتية عيني يا ولهانه , لا تجي
- عبادي الجوهر المزهرية
- ماجد المهندس يطري عليه الوله , العمر واحد
- كاظم الساهر ناي , آه يا صاحب
- أنغام سلامة رماحك , يا ترى وينك
- عبد الله الرويشد صدقيني , أنتِ حلم
- فهد الكبيسي آترامى , عن كل نجمٍ
- آمال ماهر الموعد الثاني , أحرق مكاتيبي
- صابر الرباعي من زعلك , فكل قصة حب
- أنس نهاري جفن الليل , موت وميلاد
- بلقيس أحمد فتحي أنت و قلبي تفاهموا , هَم